# Absolute Let's Dance opus 9
Absolute Let's Dance opus 9 er en kompilation i serien Absolute Dance, udgivet i 1995.

## Spor
1. Playahitti – "1-2-3!" (Train With Me) (Radio Mix) 3:38
2. Corona – "Try Me Out" (Lee Marrow Radio Mix) 3:29
3. Me & My – "Dub-I-Dub" (Club Remix) 5:19
4. Urgent-C – "Wish You Were Here" 3:34
5. Real McCoy – "Love & Devotion" (Club Mix) 4:33
6. E-Rotic – "Sex On The Phone" (Radio Edit) 3:54
7. Nightcrawlers – "Surrender Your Love" (MK Radio Edit) 3:48
8. Daddy Freddy – "Pain Killa" (Radio vers.) 3:50
9. Herbie – "I Believe" (Radio vers.) 3:34
10. Dr. Alban – "This Time I'm Free" (Credibility Mix) 3:49
11. Basic Element – "This Must be a Dream" (Album vers.) 3:48
12. Haddaway – "Fly Away" (Radio Edit) 4:04
13. 4 Pleasure – "Johnny & Mary (Radio Mix) 4:37
14. La Bouche – "Fallin' In love" (Frank House Mix) 5:52
15. Cut'N'Move – "Nuttin' But A Groove" (Album vers.) 3:44
16. Sonic Dream Collective – "Don't Go Breaking My Hart" (Radio vers.) 3:53
17. Scatman John – "Scatman's World (Single Mix) 3:40
18. Nice Device – "Do You Believe It Now" (Rapino Bros. 7" Remix) 3:41
19. Zig + Zig – "Hands Up! Hands Up!" (Rednex Fx Mix) 4:49